# 川北面 (慶州市)
川北面（：／ Cheonbuk myeon */?）是大韩民国庆尚北道庆州市下辖的一个面。

## 主要设施
- 新羅工業高等學校